# Экономика Гибралтара
Экономика Гибралтара большей частью относится к сфере услуг. Город входит в Евросоюз, но является заморской территорией Великобритании и пользуется внутренним самоуправлением, в том числе имеет отдельную систему налогообложения. Роль в экономике Министерства обороны Великобритании, ранее являвшегося главным источником дохода, в настоящее время уменьшилась, и современная экономика Гибралтара основывается на услугах порта, туризме, финансовых услугах и интернете.
В июне 2009 года главный министр Гибралтара Питер Каруана в бюджетном послании отмечал, что экономика страны находится в хорошем состоянии, финансы правительства стабильны, солидны и устойчивы несмотря на глобальный финансовый кризис.
В 2014 году открылась Гибралтарская фондовая биржа, первые торги которой состоялись в феврале 2015 года.
В декабре 2008 года Европейский суд принял принципиально важное решение:

Суд считает, что администрация Гибралтара, разработавшая налоговую реформу, имеет, с правоустанавливающей точки зрения, политический и административный статус, отдельный от правительства Великобритании.
Оригинальный текст (англ.)...the Court finds that the competent Gibraltar authorities which have devised the tax reform have, from a constitutional point of view, a political and administrative status separate from that of the central government of the United Kingdom.

Благодаря этому решению налоговая реформа вступила в силу с 2010 года.

## Услуги порта
Гибралтар занимает выгодную позицию на морских путях через Гибралтарский пролив. Порт предоставляет различные услуги, включая бункеровку (снабжение судов топливом) и ремонт судов.
В 2011 году через порт прошло 10 350 судов, из которых 6 181 пополнили запасы топлива в Гибралтаре, приняв на борт в общей сложности 4,2 млн тонн нефтепродуктов. Эти показатели вывели бункеровку на первое место в деятельности порта.
Климат Гибралтара мягкий, что способствует лучшим условиям ремонта судов. Порт располагает сухим доком и может осуществлять как быстрый, так и сложный ремонт. По ремонтным возможностям Гибралтар занимает одну из лидирующих позиций на Средиземноморье.

## Финансы
Гибралтар входит в Европейский союз как особая территория Великобритании. Вместе с Соединённым Королевством он присоединился к ЕЭС в 1976 году в соответствии с четвёртой частью Римского договора, относящейся к зависимым территориям. При этом Гибралтар был исключен из области действия единого внешнего тарифа, Единой сельскохозяйственной политики и налога на добавленную собственность Евросоюза.
Регулирование деятельности финансовых институтов Гибралтара осуществляет Гибралтарская комиссия по финансовым услугам (англ. Gibraltar Financial Services Commission). Лицензирование или авторизация в Гибралтаре позволяет компаниям действовать на всей территории Евросоюза и в Европейской экономической зоне.
В июне 2000 года Гибралтар был внесён ОЭСР в список оффшорных зон с потенциально опасной налоговой практикой. Однако Гибралтар, в числе 38 других юрисдикций, взял на себя обязательства по введению прозрачности и эффективного обмена информацией для целей налогообложения. В докладе 2014 года сделан вывод, что Гибралтар в целом привёл в соответствие международным стандартам своё законодательство.
Корпоративный налог в Гибралтаре с 1 января 2011 года составляет 10 %, за исключением энергетических и коммунальных компаний, злоупотребляющих доминирующим положением на рынке, которые облагаются по ставке 20 %. Налоги на добавленную стоимость, имущество, прирост капитала не взимаются. Также исключено двойное налогообложение. Налог на игорный бизнес составляет 1 % с дохода.
В 2008 году Гибралтар был впервые включён в Рейтинг мировых финансовых центров (англ. Global Financial Centres Index). Дебют состоялся на 26 месте из 69, на которое Гибралтар определили по результатам опроса 1236 представителей бизнеса, владеющих 18 878 компаниями. В рейтинге 2014 года Гибралтар занимает 53 место из 83

## Оборона
Министерство обороны Великобритании ранее являлось главным источником доходов Гибралтара. В настоящее время роль находящейся здесь военной базы снизилась до примерно 6 % ВВП. Дополнительным снижением доходов от обслуживания базы стало введение в 2007 году тендерной системы заключения контрактов на обслуживания военных нужд.

## Интернет
Благодаря низким налогам и высокоскоростному доступу в интернет заметную роль в экономике играет интернет-бизнес, в особенности онлайн-казино. Игорный бизнес контролируется регулятором коммуникаций, который выдаёт лицензии на основе принятого Британским парламентом закона Gambling Act 2005. Для крупных участников рынка Гибралтар является выгодной площадкой, поскольку находится на территории Евросоюза и с 2007 года дополнительно защищён строгой политикой Великобритании в отношении рекламы игорных услуг.

## Внешняя торговля
Экспорт в 2004 году оценивался в $ 271 млн. Вывозятся: жидкое топливо (главным образом реэкспорт) — 51 %, готовые изделия — 41 %, прочие статьи — 8 %. Партнёры по экспорту: Великобритания, Марокко, Португалия, Нидерланды, Испания, США, Германия. Импорт в 2004 году оценивался в $2,967 млрд. Основные статьи импорта: жидкое топливо, готовые изделия, продукты питания. Главные партнёры по импорту: Великобритания, Испания, Япония, Нидерланды.